# Damage (película)
Damage, conocida en castellano con los títulos de: Herida (en España), Una vez en la vida (en Argentina), Obsesión (en México) y Pasiones peligrosas (en Venezuela), es una película de 1992 hecha en coproducción británico-francesa, dirigida por Louis Malle y protagonizada por Jeremy Irons, Juliette Binoche, Rupert Graves y Miranda Richardson, en los papeles principales. La trama está basada en la novela Damage, de Josephine Hart.
Miranda Richardson ganó el Premio BAFTA a la mejor actriz de reparto por esta película y, además, fue nominada al Premio Oscar.

## Sinopsis
Stephen Fleming es un político británico quien, poco después de ser nombrado ministro, conoce a Anna, una chica francesa de quien se enamora locamente, a pesar de que él está casado y ella está comprometida para casarse con Martyn, el hijo de Stephen. La pareja vive un amorío que se convierte en obsesión sexual hasta que Martyn descubre este romance clandestino y, con ello, se producen terribles consecuencias.

## Elenco
- Jeremy Irons ... Dr. Stephen Fleming
- Juliette Binoche ... Anna Barton
- Miranda Richardson ... Ingrid Fleming
- Rupert Graves ... Martyn Fleming
- Ian Bannen ... Edward Lloyd
- Peter Stormare ... Peter Wetzler
- Gemma Clarke ... Sally Fleming
- Leslie Caron ... Elizabeth Prideaux

## Premios
- Miranda Richardson – Ganadora: Premio BAFTA a la mejor actriz de reparto.

- Datos: Q1542915